# The Seventh Degree of Separation
The Seventh Degree of Separation è il settimo album in studio del gruppo rock britannico Arena, pubblicato nel 2011.

## Tracce
Testi di John Mitchell.
1. The Great Escape – 4:39
2. Rapture – 4:31
3. One Last Au Revoir – 4:37
4. The Ghost Walks – 3:17
5. Thief Of Souls – 4:11
6. Close Your Eyes – 3:40
7. Echoes Of The Fall – 2:27
8. Bed Of Nails – 4:39
9. What If? – 4:34
10. Trebuchet – 3:40
11. Burnig Down – 4:31
12. Catching The Bullet – 7:43
13. The Tinder Box – 4:15

## Formazione
- John Mitchell – chitarra, cori
- Clive Nolan – tastiere, cori
- Paul Manzi – voce
- John Jowitt – basso
- Mick Pointer – batteria